# تليدة تمر
تليدة تمر عارضة أزياء سعودية. إنها أول عارضة سعودية تمشي على طريق لتصميم الأزياء في باريس والأول على غلاف مجلة عالمية.

## نشأتها
ولدت تليدة تمر وترعرعت في جدة بمكة المكرمة بالمملكة العربية السعودية. والدها أيمن تمر، هو رجل أعمال سعودي يشغل منصب الرئيس التنفيذي ورئيس مجلس إدارة مجموعة تمر، وهي شركة أدوية وصحية وتجميل. والدتها، كريستينا تمر، راقصة إيطالية سابقة وعارضة الأزياء لجورجيو أرماني وجيانفرانكو فيري ولا بيرلا. جدتها يونانية. لديها أخ أصغر، يدعى أمين، وأختها الصغرى، نجاة. قابلت تليدة المصممة أنطونيو غريمالدي، التي كانت تصممها لاحقًا، عندما كانت في العاشرة من عمرها.  تخرجت من المدرسة البريطانية الدولية بجدة.